# District de Gien
Le district de Gien est une ancienne division administrative française du département du Loiret de 1790 à 1795.

## Présentation
Le district est créé à la Révolution française.
Il est composé des cantons de Gien, Bonny, Chatillon, Saint-Gondon (puis Coulons), Ouzouer-sur-Trezée, Saint-Benoit et Sully.